# Поникла
Поникла — село в Бугурусланском районе Оренбургской области в составе Завьяловского сельсовета.

## География
Находится на расстоянии примерно 6 километров на юго-восток от южной окраины города Бугуруслан.

## История
Село было основано в 1807 году переселенцами из льговского уезда Курской губернии. К 1910 году в селе было около 180 хозяйств, а 1930 году, к моменту проведения коллективизации, имелось 317 хозяйств с населением около 2000 человек. В 1908 году в еле начали строить новую церковь, которую закончили в 1911 году. В советское время работал колхоз «Великий почин».

## Население
Население составляло 697 человек в 2002 году (русские 76%), 644 по переписи 2010 года.